# Pechuga de Perdiz (pera)
Pechuga de Perdiz, es el nombre de una variedad cultivar de pera europea Pyrus communis. Esta pera está cultivada en la colección de la Estación Experimental Aula Dei (Zaragoza). Esta pera también está cultivada en diversos viveros entre ellos algunos dedicados a conservación de árboles frutales en peligro de desaparición. Esta pera variedad muy antigua es originaria de España, en Carrión de los Condes Palencia (comunidad autónoma de Castilla y León), y tuvo su mejor época de cultivo comercial antes de la década de 1960, y actualmente en menor medida aún se encuentra.

## Sinonimia
- "Pechuga de Perdiz 494",
- "Cermeño de Oro 494".[1]

## Historia
En España 'Pechuga de Perdiz' está considerada incluida en las variedades locales autóctonas muy antiguas, cuyo cultivo se centraba en comarcas muy definidas. Se caracterizaban por su buena adaptación a sus ecosistemas y podrían tener interés genético en virtud de su adaptación. Se encontraban diseminadas por todas las regiones fruteras españolas, aunque eran especialmente frecuentes en la España húmeda. Estas se podían clasificar en dos subgrupos: de mesa y de cocina (aunque algunas tenían aptitud mixta).
'Pechuga de Perdiz' es una variedad clasificada como de mesa, se utiliza también en la cocina, difundido su cultivo en el pasado por los viveros comerciales y cuyo cultivo en la actualidad se ha reducido a huertos familiares y jardines privados.

## Características
El peral de la variedad 'Pechuga de Perdiz' tiene un vigor medio; florece a finales de abril; tubo del cáliz pequeño, en embudo con conducto de entrada muy estrecho pero ensanchándose hacia el corazón, con el que se comunica.
La variedad de pera 'Pechuga de Perdiz' tiene un fruto de tamaño muy pequeño; forma turbinada, apuntada hacia el pedúnculo con cuello bastante acentuado, simétrica o ligeramente asimétrica, contorno redondeado; piel fina, lisa, mate; color de fondo verde amarillento o amarillo dorado con chapa variable hasta cubrir tres cuartas partes de bonito color rojo anaranjado pálido o sin chapa, exhibe un punteado abundante, verdoso sobre el fondo, destacando en claro sobre la chapa, "russeting" (pardeamiento áspero superficial que presentan algunas variedades) débil; pedúnculo largo, fino en su parte central, engrosado poco a poco hacia los extremos sobre todo en la base que es ligeramente carnosa, de color verde o parcialmente ruginoso-"russeting" con lenticelas cobrizas, recto o ligeramente curvo, implantado derecho o ligeramente oblicuo, a veces como prolongación del fruto; cavidad peduncular nula; cavidad calicina nula o muy estrecha y superficial, ondulada; ojo pequeño o medio, abierto, redondeado o irregular; sépalos muy largos, puntiagudos, extendidos, amarillentos o rojizos con las puntas negruzcas, a veces sépalos partidos quedando sólo la base coriácea y ligeramente prominente.
Carne de color blanco amarillenta; textura de tipo firme, granulosa, seca; sabor muy aromático, vinoso, muy astringente; corazón de tamaño medio, redondeado, muy próximo al ojo. Eje hueco y ligeramente lanoso o relleno, los estambres se desprenden de la mitad inferior del eje, quedando éste comunicado con el tubo del cáliz. Celdillas pequeñas. Semillas de tamaño pequeño, elípticas, puntiagudas, de color castaño amarillento.
La pera 'Pechuga de Perdiz' tiene una maduración durante la primera decena de agosto (en E. E. Aula Dei de Zaragoza). Aguanta en buenas condiciones un mes de almacenamiento en un ambiente refrigerado. Se usa como pera de mesa fresca, y en cocina.